# جينادي ليونوف
جينادي أليكسيفيتش ليونوف (2 فبراير 1947 - 23 أبريل 2018) (بالروسية: Геннадий Алексеевич Леонов) هو عالم روسي، عضو مراسل في الأكاديمية الروسية للعلوم (منذ عام 2006)، أستاذ في جامعة سانت بطرسبرغ الحكومية، ودكتور في العلوم.
حائز على جائزة الدولة السوفيتية عام 1986 وجائزة ألكساندر أندرونوف للعلوم الأكاديمية الروسية لعام 2012.

## مسيرته
تخرج من جامعة لينينغراد الحكومية في عام 1969.
منذ عام 1988، شغل منصب عميد كلية الرياضيات والميكانيكا في جامعة سانت بطرسبرغ الحكومية حتى وفاته سنة 2018.
كان كذلك عضوًا أجنبيًا في الأكاديمية الفنلندية للعلوم والآداب (2017).